# Niels Ebbesen (maleri af Agnes Slott-Møller)
Niels Ebbesen er et maleri af Agnes Slott-Møller fra  1893-1894.

## Motiv
Agnes Slott-Møllers maleri af Niels Ebbesen har rod i folkevisen om den jyske adelsmand, som dræbte grev Gert af Rendsborg den 1. april 1340. Myten om Niels Ebbesen blev i løbet af 1800-tallet og særligt i tiden op til 1864 en central del af danskernes nationale bevidsthed og et symbol på den danske nations genrejsning.
Agnes Slott-Møller viser helten Niels Ebbesen efter  overstået gerning, uden dramatik, og med en stor værdighed og ro ses han på vej  over den jyske hede ved Randers, hvor opgøret fandt  sted.